# Hyphodontia hastifera
Hyphodontia hastifera är en svampart som beskrevs av Hjortstam ex Langer 1994. Hyphodontia hastifera ingår i släktet Hyphodontia och familjen Schizoporaceae.   Inga underarter finns listade i Catalogue of Life.